# Zacharia Maidjida
Zacharia Maidjida (* 5. Juni 1969) ist ein ehemaliger zentralafrikanischer Mittelstreckenläufer, der sich auf den 800-Meter-Lauf und den 1500-Meter-Lauf spezialisiert hatte.
Maidjida trat bei den Olympischen Sommerspielen 1992 in Barcelona an. In den Wettläufen über 800 m und 1500 m schied er in den Vorläufen aus. Bei den Olympischen Sommerspielen 2000 in Sydney war er Fahnenträger der Mannschaft bei der Eröffnungsveranstaltung.